# Ламин Јамал
Ламин Јамал Насрауи Ебана (шп. Lamine Yamal Nasraoui Ebana; Есплугес де Љобрегат, 13. јул 2007) шпански је фудбалер који тренутно наступа за Барселону и репрезентацију Шпаније.
Рођен је у Каталонији од оца Мароканца и мајке из Екваторијалне Гвинеје. Одрастао је у Гранољерсу и Матароу. Када је имао седам година с породицом се преселио у Барселону где се придружио Ла Масији, омладинској академији ФК Барселона.

## Клупска Каријера

#### Јуниорска каријера
Одрастајући кроз омладинске редове Ла Масије, Јамал је убрзо био виђен као један од најбољих перспектива академије. Док је додат у тим Јувенил А —већ изнад његовог узраста—за сезону 2022–23, Јамала је одабрао Ћави да тренира са првим тимом заједно са осталим младима почетком септембра 2022. Иако још није потписао свој први професионални уговор са клубом, чинило се да је био један од чланова академије који су највише импресионирали тренера.
Јамал је дебитовао у првом тиму 29. априла 2023., заменивши Гавија у 83. минуту победе над Реал Бетисом од 4:0 у Ла Лиги, у којој је уписао ударац на гол против бившег голмана Барселоне Клаудија Брава и постао не само пети. најмлађи играч у историји Ла Лиге са 15 година, 9 месеци и 16 дана, али и најмлађи који је наступио за први тим Барселоне од 15-годишњег Арманда Сагија 1922. године, више од једног века раније. Своју прву титулу са Барсом освојио је 14. маја 2023, пошто је био део тима који је освојио Ла Лигу 2022–23 . Упркос томе, пропустио је прославу титуле следеће недеље због међународне обавезе са Шпанијом.

#### 2023-2024 Први тим
Јамал је свој први старт за клуб зарадио 20. августа 2023. у победи од 2:0 над Кадизом на стадиону Естади Олимпик Луис Компанис . Његов први старт дочекан је овацијама противничких навијача пошто је искључен за пет минута игре. У свом следећем стартном наступу, Јамал је проглашен за најбољег играча утакмице након што је допринео постизању два гола која су постигли Гави и Роберт Левандовски у победи над Виљареалом резултатом 4-3 28. августа 2023. Проглашен је за инаугурационог играча месеца за У23 у августу као резултат својих наступа. Јамал је 19. септембра дебитовао у Лиги шампиона у победи над Антверпеном резултатом 5-0. Јамал је 2. октобра продужио уговор са Барселоном до 2026, уз откупну клаузулу од милијарду евра. Два дана касније почео је у свом првом мечу Лиге шампиона против Порта . 8. октобра, Ламине је постигао свој први гол за први тим у ремију 2–2 у гостима са Гранадом и први пут наступио у Ел Класику као замена у поразу код куће резултатом 2–1 28. октобра. Ламин је 4. децембра 2023. добио инаугурациони трофеј Златни дечак Најмлађи, који се додељује најмлађем играчу номинованом за награду Златни дечак . Након тога, на дан церемоније, Ламин није био присутан због школе.
Дана 11. јануара 2024, Ламин је постигао гол у победи од 2:0 над Осасуном у полуфиналу Суперкупа Шпаније, поставши, са 16 година и 182 дана, најмлађи играч који је постигао гол у Суперкупу. Ламин је затим одиграо последњих 29 минута финала против Реал Мадрида 14. јануара. Две недеље касније, 25. јануара, постигао је гол у четвртфиналу Купа краља против Атлетик Билбаа у евентуалном поразу од 4-2 после продужетака, поставши најмлађи стрелац у историји такмичења, победивши претходни рекорд који је поставио Хуанми 2010. Дана 11. фебруара, Ламин је постигао свој први меч у нерешеном резултату 3–3 против Гранаде, чиме је постао најбољи играч утакмице. У сезони 2023–24, Барселона је завршила на другом месту у Ла Лиги и завршила низ Лиге шампиона у четвртфиналу након што је испала од Пари Сен Жермена .
Са 16 година током сезоне у Ла Лиги, Јамал је постао најмлађи стартер Барселоне, најмлађи играч који је уписао асистенцију, најмлађи који је постигао гол за Барселону и Ла Лигу, најмлађи играч који је наступио за Барселону у Ел Класику, и најмлађи играч који је постигао дупли гол у Ла Лиги и први играч који је икада постигао овај рекорд испод 17 година. Такође је постао најмлађи играч који је уписао више од 10 голова у Ла Лиги са 16 година и 213 дана. У Лиги шампиона, Јамал је постао други најмлађи играч који је наступио у такмичењу (иза Јусуфа Мукокоа ), најмлађи играч именован у стартној постави  и најмлађи играч који је играо у нокаут фази.

## Репрезентација
Прошао је све млађе репрезентативне узрасте Шпаније. За сениорску репрезентацију те државе дебитовао је 8. септембра 2023, против Грузије, када је постигао и погодак.

### Репрезентативна статистика
Ажурирано 25. јануара 2024.
| Шпанија | Шпанија | Шпанија |
| Године  | Наступа | Голова  |
| ------- | ------- | ------- |
| 2023.   | 4       | 2       |
| Укупно  | 4       | 2       |

## Трофеји и награде
Барселона
- Ла лига: 2022/23,[47] 2024/25.[48]
- Куп Шпаније: 2024/25.[49]
- Суперкуп Шпаније: 2025.[50]

Шпанија
- Европско првенство: 2024.[51]

Појединачно
- Ла лига У23 играч месеца: август 2023.
- Ла лига У23 играч сезоне: 2023/24.
- УЕФА Европско првенство најбољи млади играч турнира: 2024.[52]
- Тутоспортова награда: The Youngest: 2023.
- Глобе Сокер награда - Излазећи играч: 2024.
- УЕФА Европско првенство за играче до 17 година: најбољи стрелац: 2023.
- УЕФА Европско првенство за играче до 17 година: тим турнира: 2023.
- Ла лига гол месеца: март 2023.